# Chusquea coronalis
La Chusquea coronalis és una espècie de bambú, del gènere Chusquea  de la família de les poàcies, ordre de les poals, subclasse de les commelínides, classe de les liliòpsides, divisió dels magnoliofitins. El seu nom deriva de les curtes branquetes amb fulles que neixen a cada node, i que envolten la tija principal formant una corona.
És originària de l'Amèrica Central, Mèxic, Costa Rica i Guatemala. Es fa a 600-2.000 metres d'altitud en boscos ombrius, valls i faldes de turons. Als Estats Units, on és considerada una bella planta de jardí, hom l'anomena Costa Rica weeping bamboo ("bambú ploraner de Costa Rica").